# Желтобрюхая сорокопутовая пиха
Желтобрюхая сорокопутовая пиха (лат. Snowornis cryptolophus) — вид воробьиных птиц из семейства котинговых (Cotingidae).
Длина тела составляет до 25 см, размах крыльев 35 см, масса до 85 г.
Вид распространён в тропических дождевых горных лесах Колумбии, Эквадора и Перу.